# Люганузе (волость, 2017)
Лю́ганузе (эст. Lüganuse vald) — волость в Эстонии, в составе уезда Ида-Вирумаа. Образована в 2017 году. Административный центр — город Кивиыли.

## География

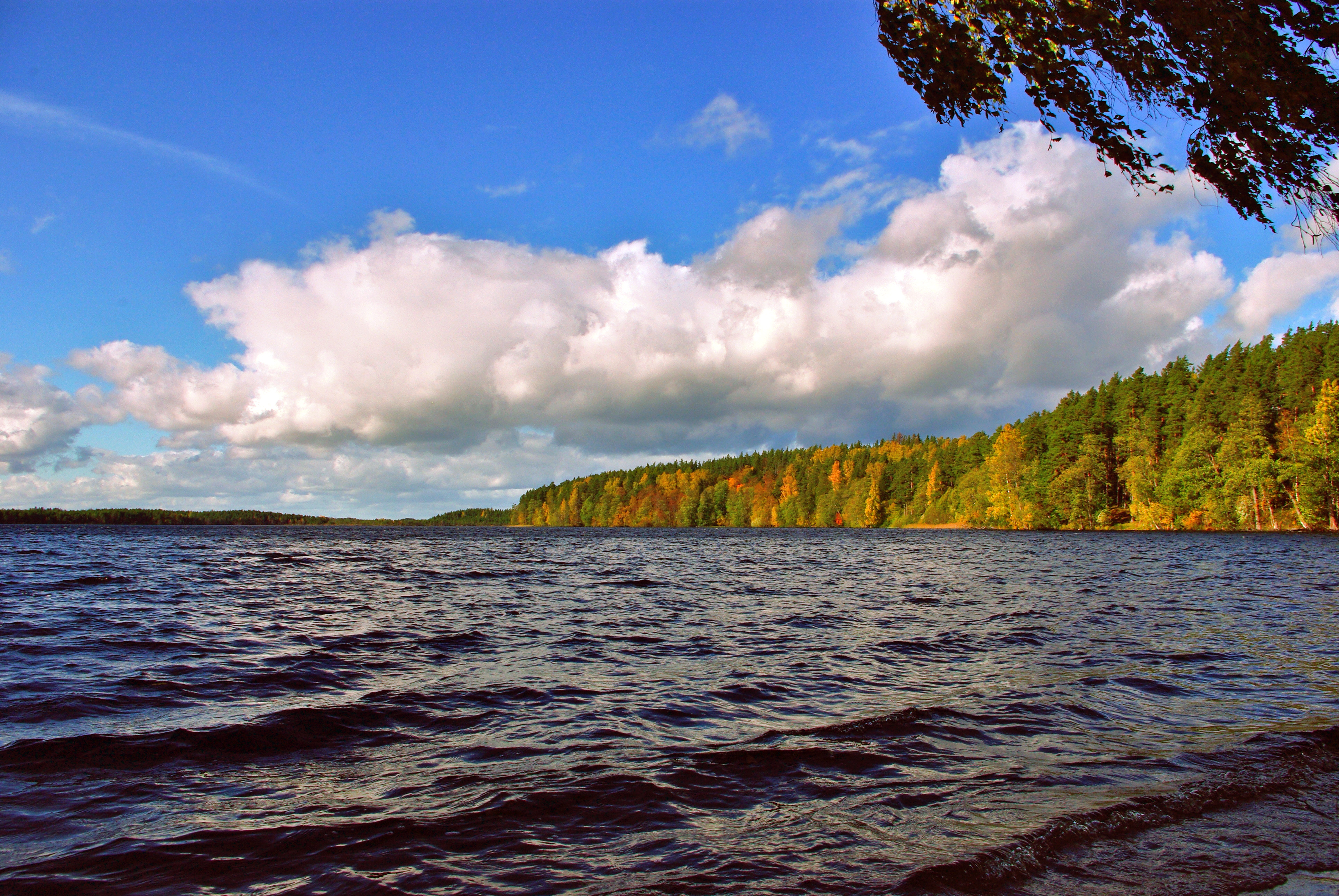
Озеро Ульясте

Волость расположена на северо-востоке Эстонии на Вируском плато между возвышенностями Пандивере и Йыхви. На севере граничит с Финским заливом, на западе — с волостями Виру-Нигула и Винни, на юге — с волостями Алутагузе и Тойла и городом Кохтла-Ярве. Через волость проходят шоссе и железная дорога Таллин—Нарва.
Площадь волости — 598,58 км², плотность населения на 1 января 2024 года составила 13,6 чел/км².
Через волость протекает 6 рек, самая длинная из которых — Пуртсе. На территории волости находятся 17 природных озёр, крупнейшее из которых — озеро Ульясте, а также самая высокая точка Ида-Вирумаа (95,2 метра) на озовой гряде Ульясте. В волости находится одно из крупнейших болот Эстонии — Мурака.
Волость находится в районе добычи и переработки горючего сланца, что оказывает заметное влияние на окружающую среду; в то же время регион характеризует природное многообразие.

## История
Волость Люганузе была создана в 2017 году в результате административно-территориальной реформы путём слияния города Кивиыли и волостей Люганузе и Сонда.

## Символика
Герб: на зелёном щите наискосок широкая серебристая полоса и в её центре чёрный крест из цветков багульника.

Флаг: на зелёном полотнище широкая белая полоса и чёрный крест из цветков багульника.
Цветочный крест символизирует прочность, является древним защитным символом и означает совместный труд, а также отсылает к возвышенностям, являющимся святыми местами древних эстонцев и местами их поселений (Аскеле, Ульясте). Багульник символизирует болотистую землю волости и её заповедники, а также силу и мощь, и известен как лекарственное растение. Серебристая полоса символизирует горы, её наклон отсылает к отличным возможностям для спорта. Зелёный цвет символизирует леса и плодородные земли. Чёрный цвет символизирует промышленность и горное дело, а также возникшие в результате их развития поселения. Серебристый цвет символизирует свет и дух.
Символика была принята 19 октября 2018 года.

## Населённые пункты
В составе волости 2 внутриволостных города, 3 посёлка и 48 деревень.

Города: Кивиыли, Пюсси.

Посёлки: Люганузе, Сонда, Эрра.

Деревни: Аа, Айду, Айду-Лийва, Айду-Нымме, Айду-Соокюла, Арувялья, Арукюла, Арупяэлсе, Вайну, Вана-Сонда, Варинурме, Варья, Венеоя, Вирунурме, Воорепера, Илмасте, Ирвала, Кольяла, Коолма, Копли, Кулья, Лиймала, Липу, Лохкузе, Люмату, Майдла, Матка, Мехиде, Молдова, Мустмятта, Нюри, Оанду, Оямаа, Пийлсе, Пуртсе, Ребу, Ряэза, Салакюла, Савала, Сатсу, Сиртси, Соонурме, Тарумаа, Ульясте, Уникюла, Хирмузе, Эрра-Лийва, Ябара.

## Демография по данным Регистра народонаселения
По данным Регистра народонаселения, который ведёт Министерство внутренних дел Эстонии, по состоянию на 1 января 2018 года численность населения волости составляла 8939 человек. За период 2013–2018 годов число жителей Люганузе постоянно сокращалось в среднем на 2 % в год. Естественный прирост населения и сальдо миграции в волости негативные. За период 2013–2017 годов в среднем в год рождалось 63 ребёнка и умирали 168 человек, покидали волость в среднем 168 жителей.
Из-за отъезда женщин в последние пять лет особенно быстро уменьшается численность возрастной группы 0–6 лет. Ускорилось также уменьшение числа лиц трудоспособного возраста. Пожилые люди в возрасте 65 лет и более — единственная возрастная группа, чья численность существенно не изменилась. По прогнозам, к 2030 году число жителей волости уменьшится почти на 20 %, увеличится удельный вес пожилых людей, каждый третий житель волости будет в возрасте старше 65 лет.
Почти 80 % населения волости проживает в городе Кивиыли и в радиусе до 10 км вокруг него. Своеобразным также является языковая среда волости: в административном центре волости — городе Кивиыли — бо́льшая часть населения русскоязычная, а в деревнях — эстоноязычная.

## Данные Департамента статистики

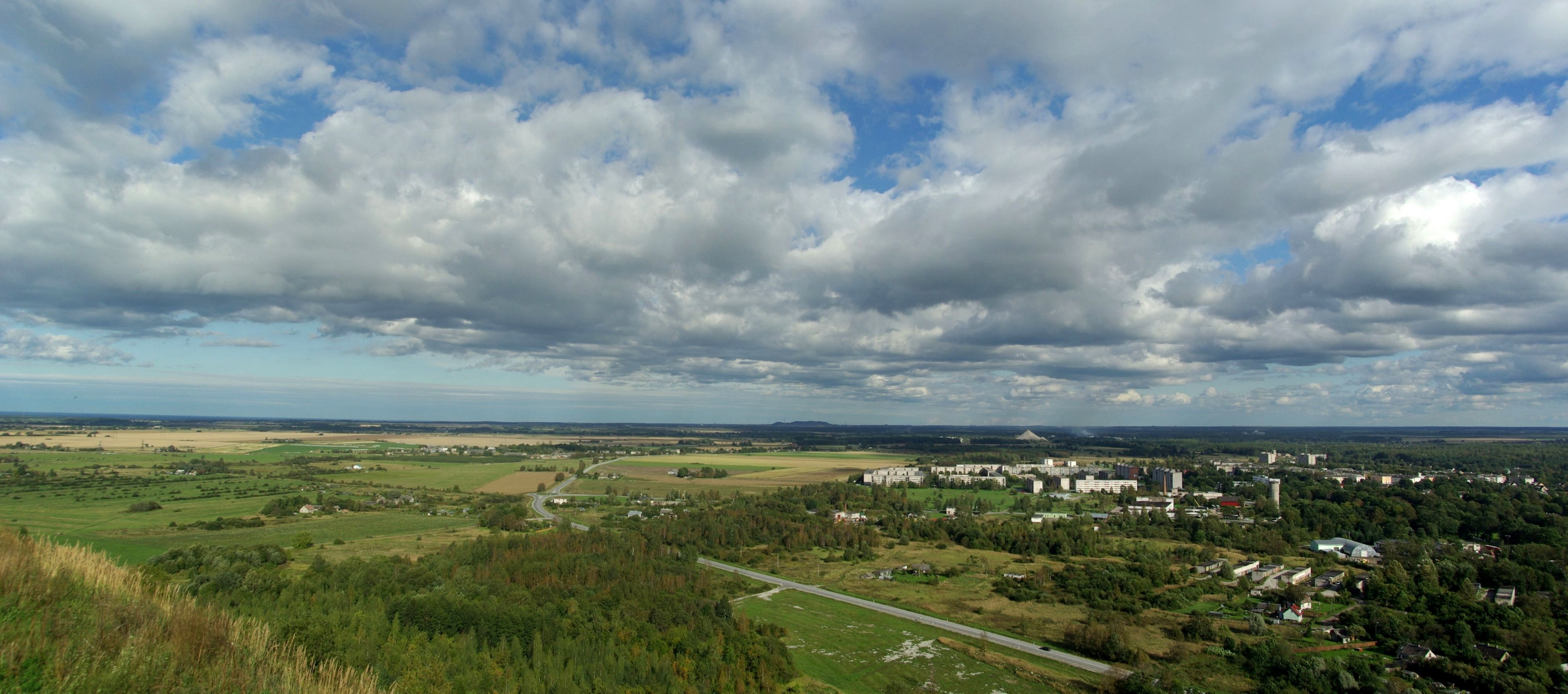
Кивиыли

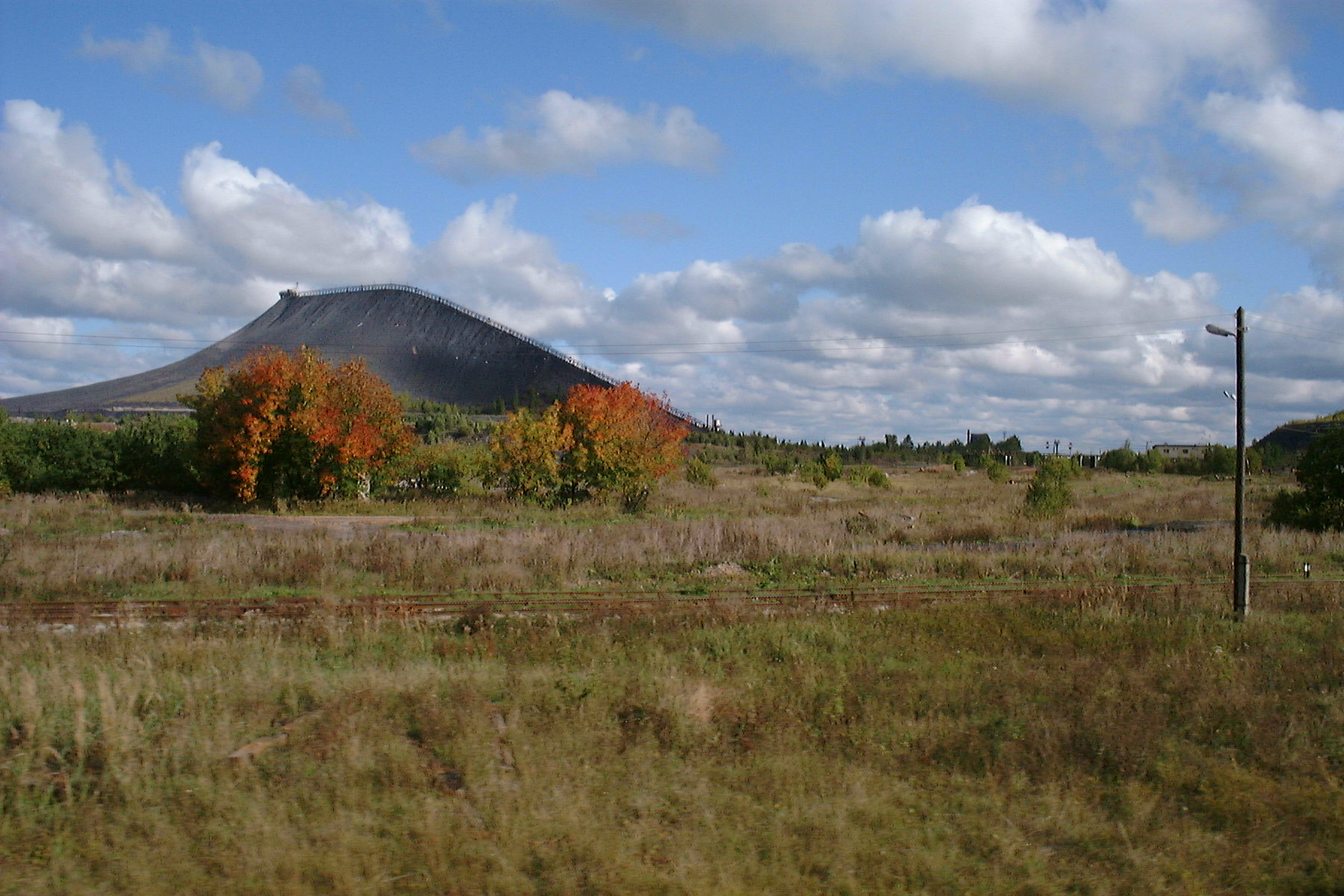
Шлаковая гора в Кивиыли

Данные Департамента статистики Эстонии о волости Люганузе:
Число жителей на 1 января каждого года:
| Год  | 2015 | 2016   | 2017   | 2018   | 2019   | 2020   | 2021   | 2022   | 2023   | 2024   |
| ---- | ---- | ------ | ------ | ------ | ------ | ------ | ------ | ------ | ------ | ------ |
| Чел. | 9432 | ↘ 9218 | ↘ 8957 | ↘ 8743 | ↘ 8552 | ↘ 8374 | ↘ 8219 | ↗ 8223 | ↗ 8250 | ↘ 8111 |

Число рождений (живорождённых):
| Год  | 2015 | 2016 | 2017 | 2018 | 2019 | 2020 | 2021 | 2022 | 2023 |
| ---- | ---- | ---- | ---- | ---- | ---- | ---- | ---- | ---- | ---- |
| Чел. | 58   | ↗ 63 | ↘ 50 | ↗ 57 | ↘ 46 | ↗ 64 | ↘ 38 | ↗ 44 | ↘ 37 |

Число умерших:
| Год  | 2015 | 2016  | 2017  | 2018  | 2019  | 2020  | 2021  | 2022  | 2023  |
| ---- | ---- | ----- | ----- | ----- | ----- | ----- | ----- | ----- | ----- |
| Чел. | 175  | ↗ 179 | ↘ 155 | ↗ 167 | ↗ 170 | ↘ 143 | ↗ 216 | ↘ 203 | ↘ 176 |

Зарегистрированные безработные*:
| Год  | 2015 | 2016 | 2017 | 2018 | 2019 | 2020 | 2021 | 2022 | 2023 |
| ---- | ---- | ---- | ---- | ---- | ---- | ---- | ---- | ---- | ---- |
| Чел. | 274  | 252  | 249  | 234  | 234  | 273  | 391  | 315  | 453  |

*2015—2019 годы — среднегодовое число, с 2020 года — на 1 января.
Средняя брутто-зарплата работника:
| Год  | 2015 | 2016  | 2017  | 2018   | 2019   | 2020   | 2021   | 2022   |
| ---- | ---- | ----- | ----- | ------ | ------ | ------ | ------ | ------ |
| Евро | 856  | ↗ 897 | ↗ 963 | ↗ 1019 | ↗ 1059 | ↗ 1100 | ↗ 1164 | ↗ 1266 |

В 2019 году волость Люганузе занимала 72 место по величине средней брутто-зарплаты среди 79 муниципалитетов Эстонии.
Число учеников в школах:
| Год  | 2015 | 2016  | 2017  | 2018  | 2019  | 2020  | 2021  | 2022  | 2023  | 2024  |
| ---- | ---- | ----- | ----- | ----- | ----- | ----- | ----- | ----- | ----- | ----- |
| Чел. | 776  | ↘ 746 | ↘ 737 | ↘ 706 | ↘ 694 | ↘ 683 | ↘ 658 | ↗ 673 | ↘ 664 | ↘ 633 |

## Инфраструктура

### Образование
В волости работают 5 дошкольных детских учреждений, два из которых — при школах; в 2017/2018 учебном году в них были открыты 19 групп, которые посещали 313 детей. В 2020 году среднее образование давали 4 учреждения: Кивиылиская 1-я средняя школа, Русская школа Кивиыли, школа Майдла и школа Сонда. Гимназическое образование с осени 2018 года предлагает только 1 учреждение — Кивиылиская 1-я средняя школа. Средняя школа Люганузе с 2018/2019 учебного года стала основной. Всего в школах волости в 2017/2018 учебном году насчитывалось 737 учеников, что на 12 % меньше, чем пять лет назад.
В волости 2 школы по интересам: Кивиылиская школа искусств, где учебные программы поделены на два направления — музыка и искусство, и Школа по интересам Майдла. В сентябре 2018 года в Школе искусств обучались 253 человека. Школа по интересам Майдла работает при общеобразовательной школе Майдла, в 2017/2018 году в ней было открыто 5 учебных программ, по которым обучались 37 человек. В школе также проводятся тренировки по футболу, тхэквондо и обучение гидов, работают кружок народного танца и театральный кружок.

### Медицина и социальное обеспечение
В Кивиыли работает Центр здоровья, где принимают семейные врачи и врачи-специалисты. Скорую медицинскую помощь жители волости могут получить в соседней волости — в городе Кохтла-Ярве (20 минут езды от Кивиыли). Услуги по уходу оказывает Кивиылиский центр здоровья и некоммерческая организация «Вахтраский дом по уходу» (MTÜ Vahtra Hooldemaja), которая руководит работой дома престарелых в деревне Аа (160 мест) и Кивиылиского дома по уходу (45 мест).
Услуги стоматолога предоставляются в Кивиыли и Пюсси. Работает 5 Дневных центров (Кивиыли, Пюсси, Савала, Люганузе и Пуртсе), которые предоставляют услуги социального обеспечения и досуга пожилым людям и другим нуждающимся в помощи лицам.

### Культура, досуг и спорт
В волости 5 домов культуры: Народный дом Кивиыли, Народный дом Сонда и находящиеся под управлением Культурного центра Люганузе Народный дом Люганузе, Дом культуры Пюсси и Народный дом Майдла. Работает 7 библиотек. В разных регионах волости действует 4 молодёжных центра и 4 молодёжные комнаты.
Спортивные сооружения: спортзал школы Майдла, плавательный бассейн 1-й средней школы Кивиыли, атлетический зал Молодёжного центра Майдла, теннисные корты Люганузе, яхтенный порт Пуртсе.
К северу от Кивиыли, на искусственной горе из отходов сланцевого производства, находится Центр приключенческого отдыха. На одной стороне горы – лыжная гора с длинными спусками, с трассами для сноубординга и хафпайпа. Летом по горе проходят тропа здоровья, трассы для даунхилла и внедорожников и 700-метровый зиплайн. Другую сторону горы занимает мотоклуб. В волости проводится традиционное международное спортивное мероприятие — Кивиылиский Мотофестиваль (Kiviõli Motofestival).
В Айду, на месте бывших сланцевых карьеров, построен «Водный мир Айду» («Aidu veemaa») — уникальный искусственный ландшафт с каналами, где можно заниматься водными спортивными дисциплинами, совершать походы по воде и проводить спортивные мероприятия высокого уровня.

### Транспорт
Главные государственные шоссе, проходящие через волость Люганузе, — это основное шоссе № 1 Таллин—Нарва и вспомогательное шоссе № 34 Кивиыли—Варья. В Кивиыли есть городские автобусные маршруты. Уездные автобусы Кивиыли—Кохтла-Ярве выходят более 10 раз в день, 2 раза в день ездит автобус в направлении Раквере. В Пюсси, Сонда  и других малых населённых пунктах работа общественного транспорта находится на низком уровне. Через самые большие населённые пункты волости проходит железная дорога Таллин—Нарва. В 2018 году протяжённость местных дорог, которые принадлежали волости или с частными владельцами которых были заключены договора общественного пользования, составляла 231 км. Твёрдое покрытие имели 13 %  всех шоссе и 62 % улиц.

### Жилая среда
Центральное водоснабжение и канализация имеется в семи населённых пунктах волости: Кивиыли, Пюсси, Люганузе, Сонда, Эрра, Пуртсе, Варья, Савала, Майдла и Уникюла. В Соонурме есть только водоснабжение. Центральное отопление имеется в Кивиыли и Пюсси. Уличное освещение есть в городах, посёлках и больших деревнях.
Предприятия торговли и обслуживания: аптеки в Пюсси и Кивиыли; почтовые конторы и пункты в Сонда, Пюсси, Пуртсе, Кивиыли; почтовые автоматы Omniva и Cargobuss в Кивиыли; магазины продуктов питания и товаров первой необходимости в Люганузе, Кивиыли, Сонда, Варья, Пуртсе и Пюсси.
Государственная команда Спасательного департамента располагается в Кивиыли. В деревне Пуртсе действуют добровольные дружины, в том числе команда спасения на водах. Ближайшее отделение полиции, где также происходит приём ходатайств о документах, находится в соседней волости — в городе Йыхви. В волости работают два региональных полицейских и один полицейский по делам молодёжи.
Раз в месяц выходит волостная газета.

## Экономика
По данным Налогово-таможенного департамента в апреле 2018 года в волости было зарегистрировано 596 предприятий, из них действующих, т. е. с работниками или с выручкой, — 197. Наибольшее число предприятий работает в сфере товарных перевозок и складского хозяйства. Наибольшее число работников занято в обрабатывающей и добывающей промышленности. Крупнейший работодатель волости — Кивиылиский химкомбинат (KKT Oil OÜ), занимающийся добычей горючего сланца и производством из него сланцевого масла и других химпродуктов. По сравнению со средними зарплатами в Эстонии зарплаты в волости в общем случае ниже. 

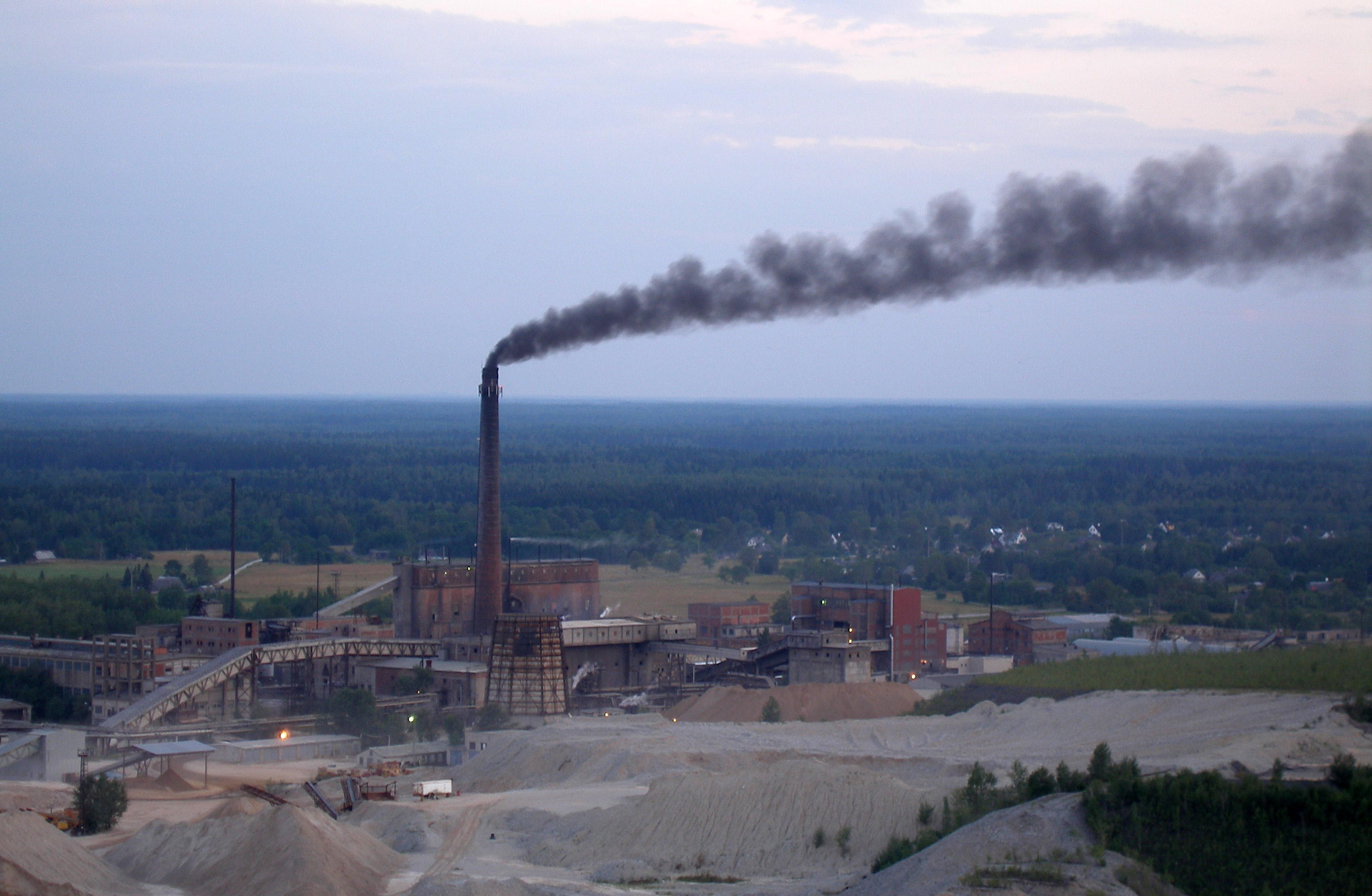
Химкомбинат в Кивиыли

Крупнейшие работодатели волости по состоянию на 31 декабря 2019 года:
| Предприятие/организация   | Вид деятельности                                            | Численность работников |
| ------------------------- | ----------------------------------------------------------- | ---------------------- |
| KKT Oil OÜ                | Производство сланцевых масел                                | 581                    |
| Svarmil AS                | Производство спецодежды                                     | 254                    |
| Repo Vabrikud AS          | Производство древесно-стружечных и древесноволокнистых плит | 203                    |
| Волостная управа Люганузе | Орган государственного управления                           | 103                    |
| Kiviõli I Keskkool        | Средняя школа                                               | 80                     |
| Häcke OÜ                  | Деятельность по уходу за престарелыми и инвалидами          | 75                     |

## Достопримечательности
Памятники культуры:
- Церковь Люганузе

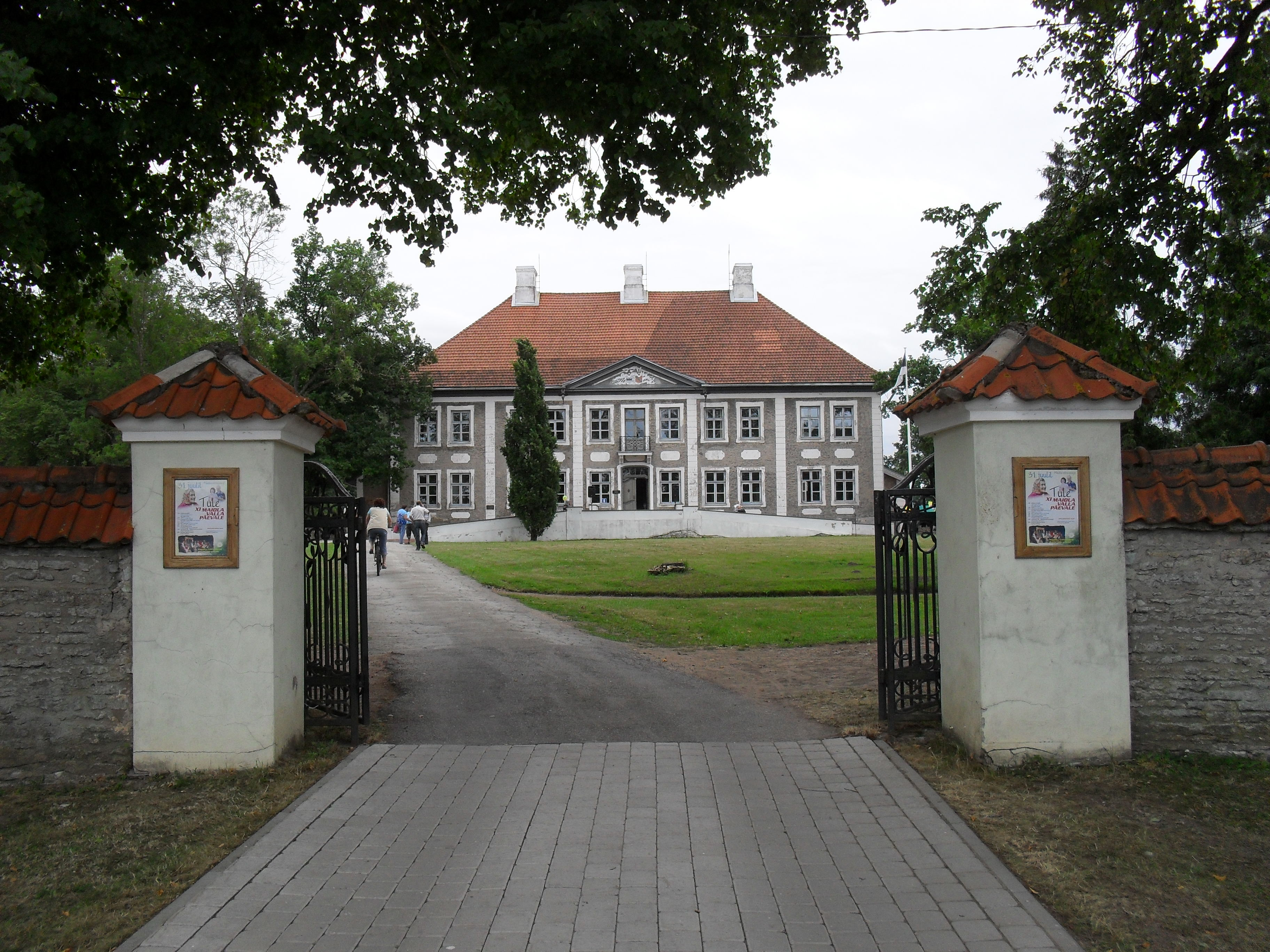
Мыза Майдель (Майдла)

Посвящена Иоанну Крестителю, впервые упомянута в 1373 году. Витраж в восточном окне, изображающий Христа на распятии, выполнен местным художником Андреем Лобановым в 2016 году;
- мыза Майдель (Майдла)

Впервые упомянута в 1452 году, нынешний вид главного здания в стиле классицизма относится в основном к 1808 году, но имеет древние части, относящиеся к концу XV—началу XVI века, с 1950-х годов в нём работает детский дом;
- мыза Аа

Основана предположительно в 15-м столетии. Главное здание мызы с 1924 года занимает дом по уходу;
- вассальный замок Альт-Изенгоф (мыза Пуртсе)

Построен в XVI веке как укреплённое мызное здание, после Северной войны принадлежал мызе Пюсси, отреставрирован в 1987—1990  годах.
- памятник Эстонской освободительной войне в посёлке Люганузе.

## Галерея

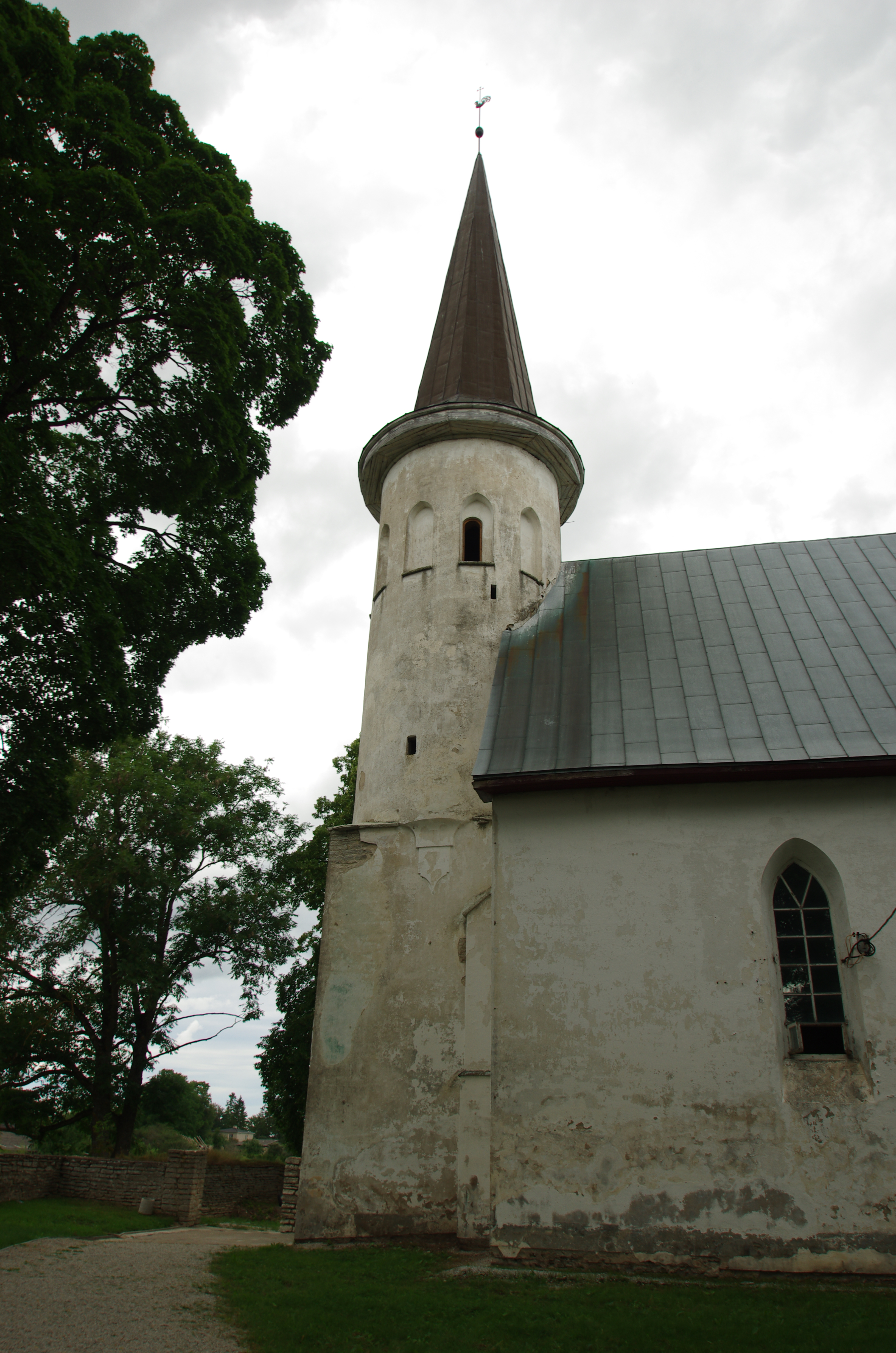
Церковь Люганузе
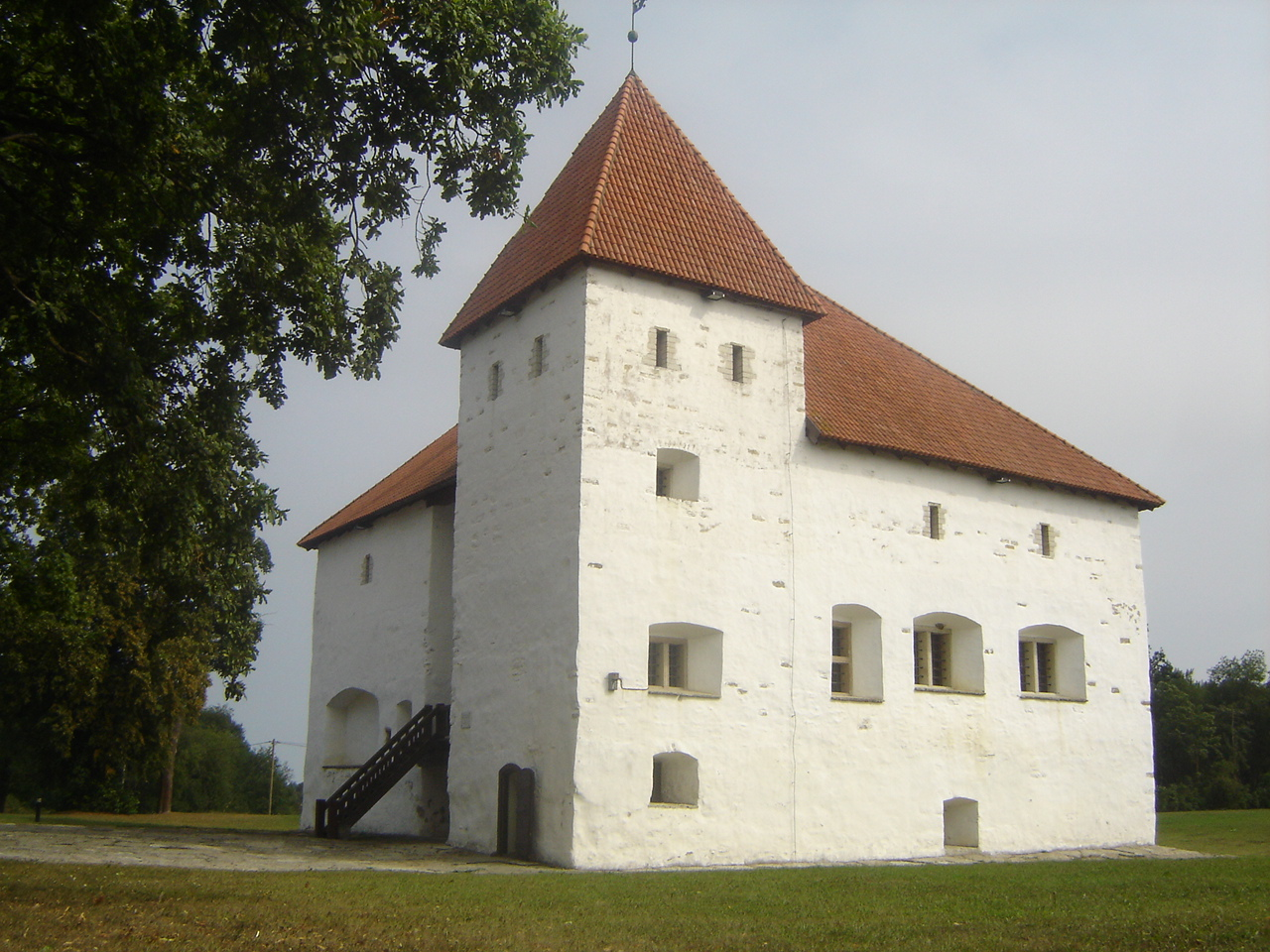
Замок Альт-Изенгоф (Пуртсе)
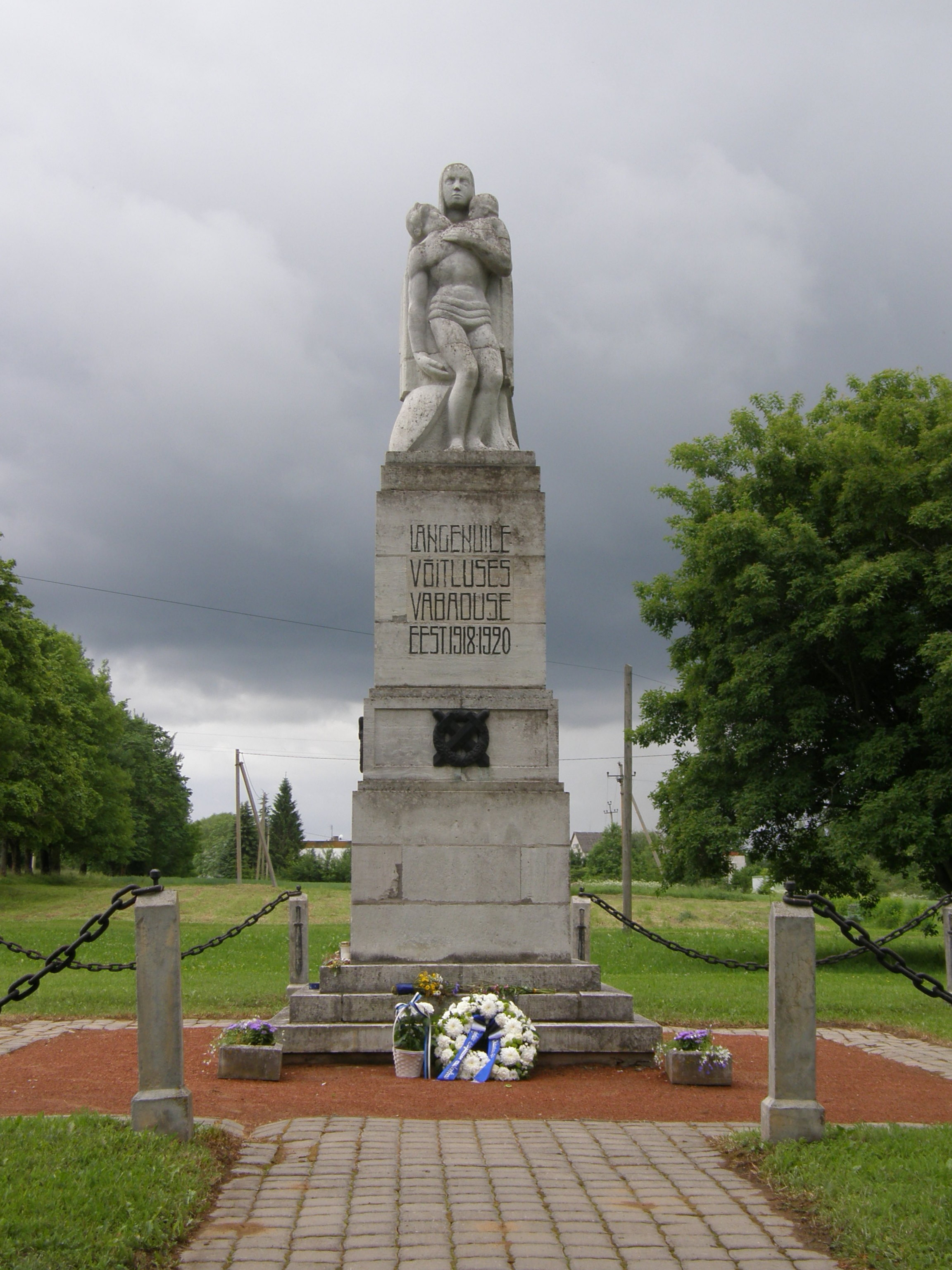
Памятник Эстонской освободительной войне
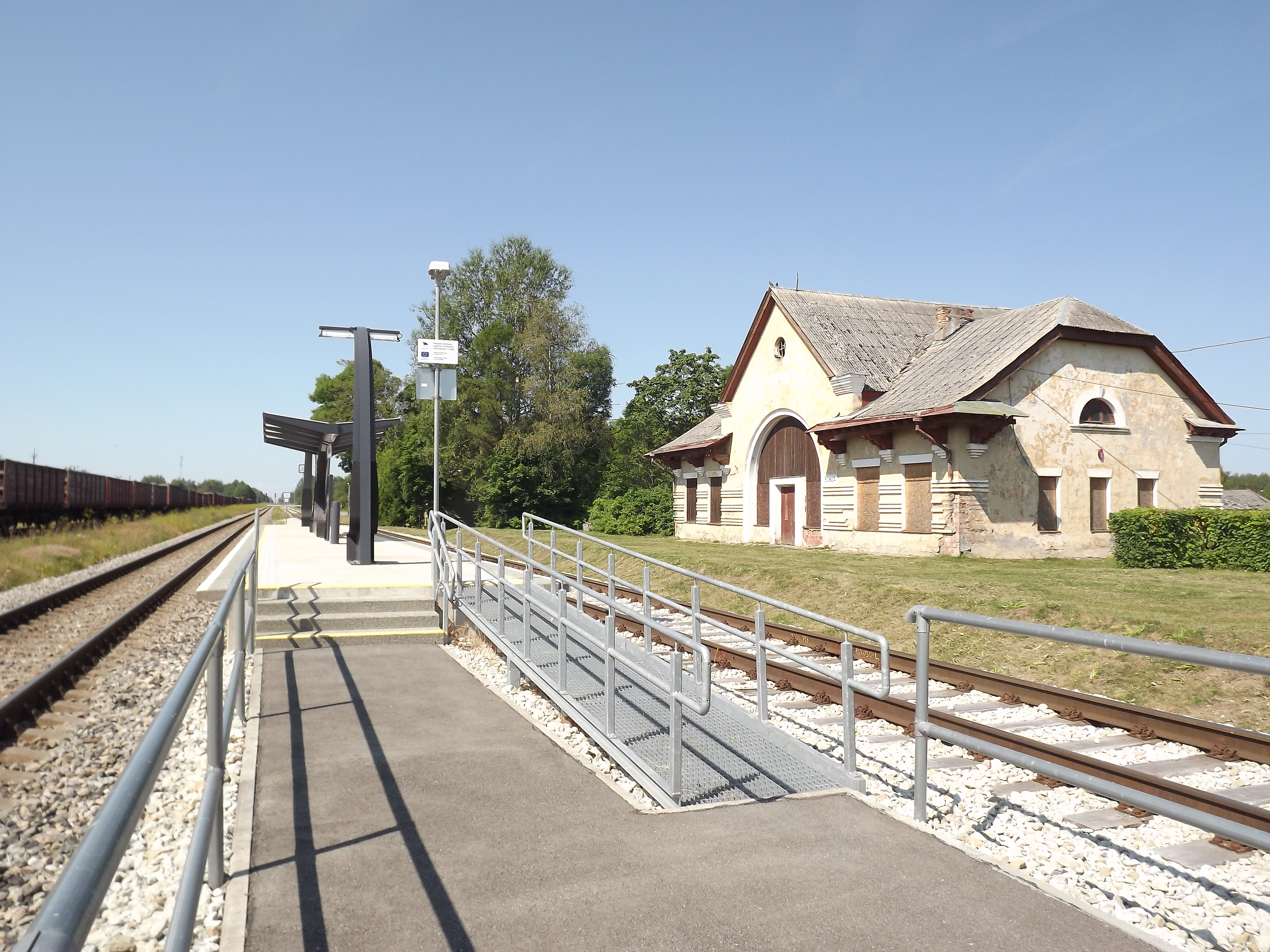
Железнодорожная станция Сонда
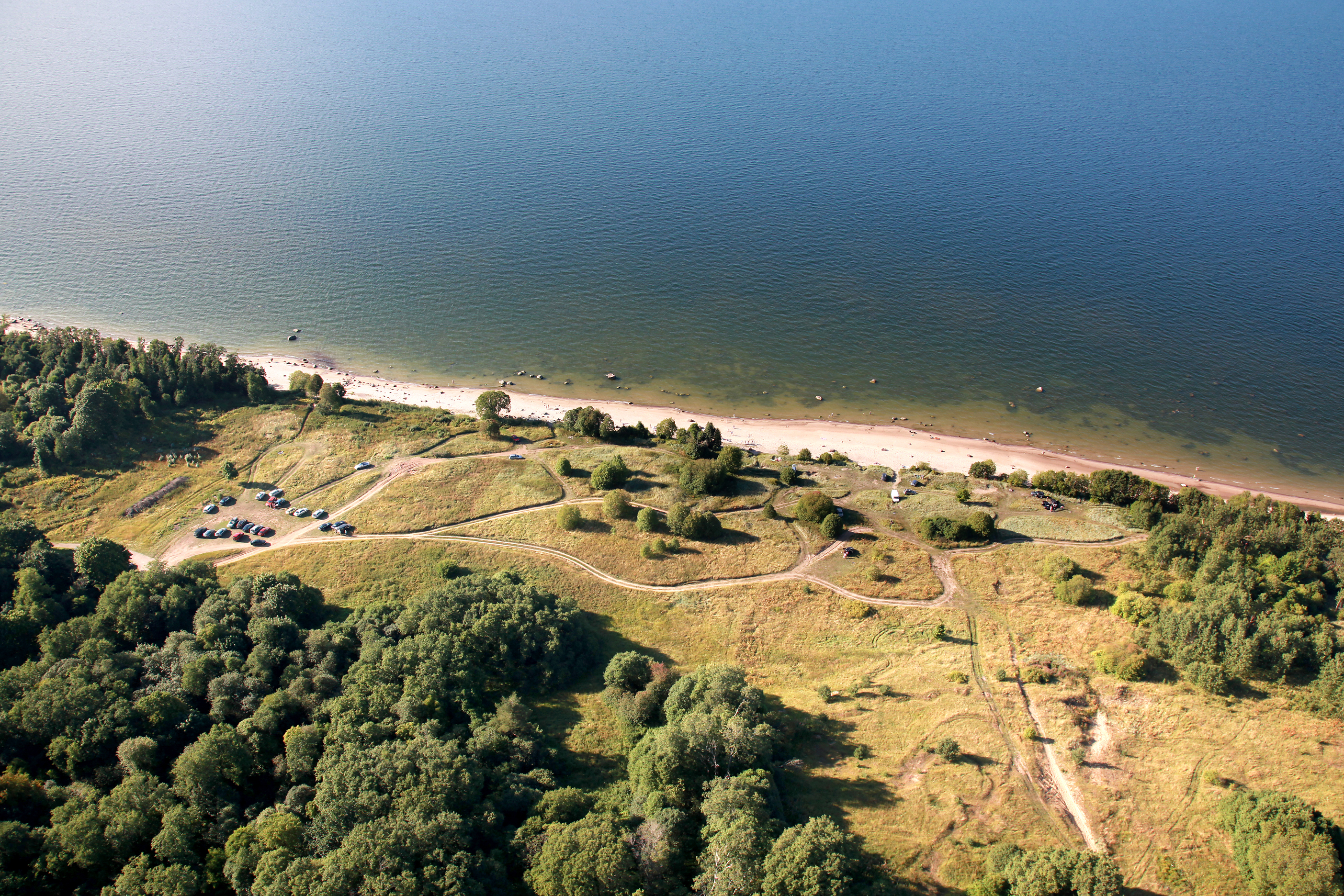
Морской пляж в деревне Аа
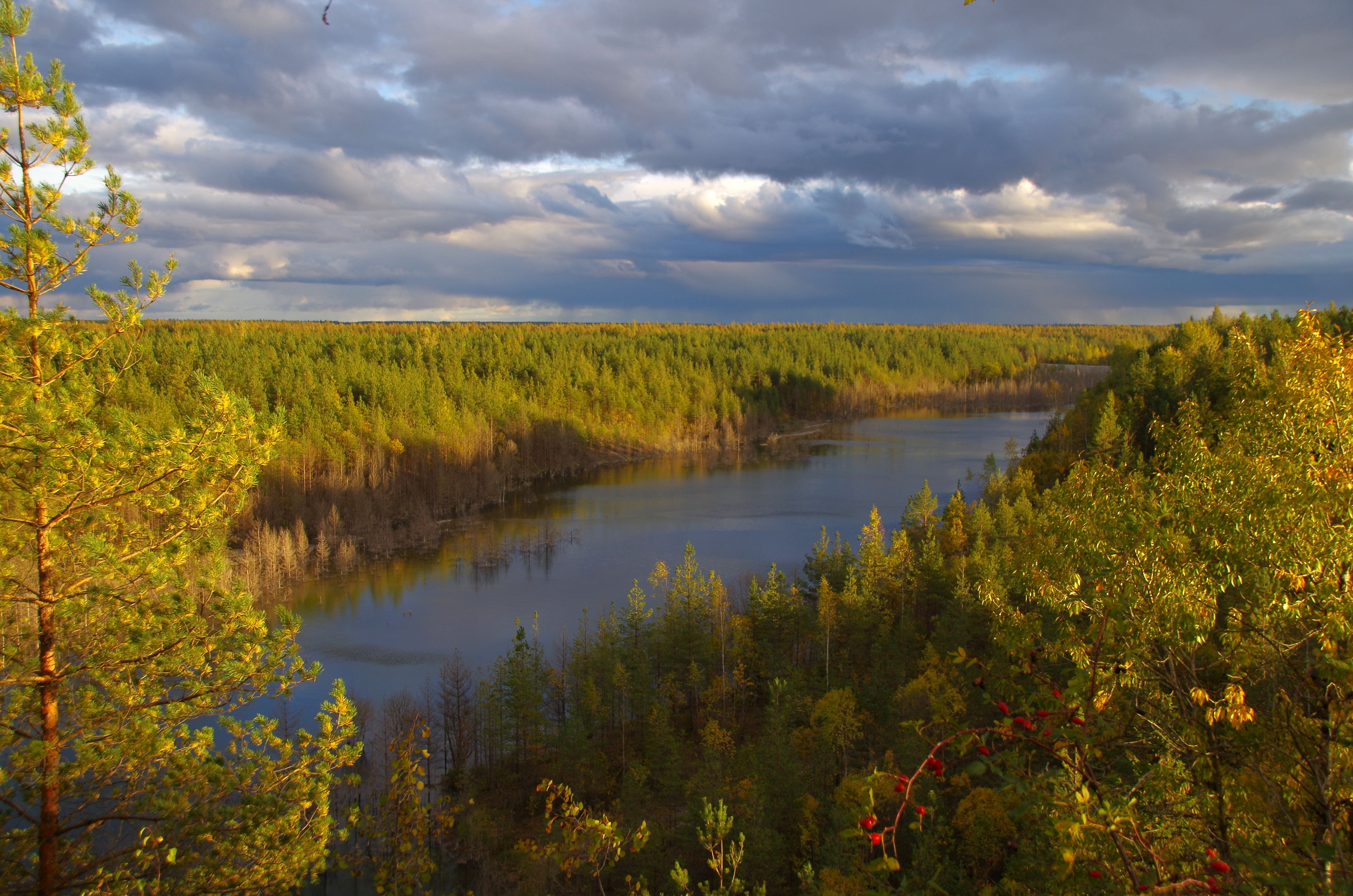
Карьер Айду

## Комментарии
1. ↑  Эстонские топонимы, оканчивающиеся на -а, не склоняются и не имеют женского рода (исключение — Нарва)[18].